# Кляйн-Гладебрюгге
Кляйн-Гладебрюгге (нім. Klein Gladebrügge) — громада в Німеччині, розташована в землі Шлезвіг-Гольштейн. Входить до складу району Зегеберг. Складова частина об'єднання громад Трафе-Ланд.
Площа — 4,67 км2. Населення становить 574 ос. (станом на 31 грудня 2020).